# Todas las sangres
Todas las sangres es la quinta novela del escritor peruano José María Arguedas publicada en 1964. Es la novela más larga de dicho autor, y la más ambiciosa, siendo un intento de retratar el conjunto de la vida peruana, por medio de la representación de escenarios geográficos y sociales de todo el país, aunque su foco se sitúa en la sierra. El título alude a la variedad racial, regional y cultural de la nación peruana. La novela se desenvuelve entre dos ideas fundamentales: el peligro de la penetración imperialista en el país por intermedio de las grandes transnacionales y el problema de la modernización del mundo indígena.

## Publicación
Fue publicada en 1964, siendo la novela más extensa y ambiciosa de Arguedas, en la que se propuso retratar la problemática del Perú. El año anterior se había publicado una página en el suplemento extraordinario del diario El Comercio, como adelanto para los lectores (23 de junio de 1963).

## Tema
En la obra, el autor nos muestra la visión de un país multiétnico y pluricultural como es el Perú, a través del género épico-ético, trazando un fresco verídico de la sociedad peruana en una época de crisis.
El título de la novela expresa  precisamente la variedad étnica, regional y cultural del Perú, en el que «todas las sangres» se entremezclan y rivalizan duramente. Y en esa lucha interviene también un poder imperialista que pretende controlar el país. El autor intenta ofrecer un retrato global del Perú, aunque el foco narrativo se sitúa en la sierra. La expresión de «todas las sangres» se ha convertido en un ideal para el futuro del Perú y su autor en un héroe cultural.

## Escenarios
El núcleo del relato se desarrolla en el pueblo de San Pedro de Lahuaymarca, en los andes peruanos, cerca de uno de los pueblos donde vivió Arguedas en su niñez. Se trata de un pueblo de peones indígenas que todavía están sumidos en el sistema feudal, cerca del cual se halla Aparcora, donde hay una mina de plata que atrae la codicia de las trasnacionales mineras.

## Argumento
La novela empieza con la rivalidad de dos terratenientes de la sierra peruana, que son hermanos y cuyo padre acaba de fallecer: Fermín y Bruno Aragón de Peralta. El conflicto surge con el descubrimiento de la mina de plata de Aparcora. Fermín, que aspira a ser un importante hombre de negocios ligado al capitalismo nacional, quiere explotar la mina y traer el progreso a la región. A ello se opone su hermano Bruno, que es un latifundista tradicional que se sostiene del trabajo servil de los indios.
Pero Fermín, al carecer de fondos necesarios para desarrollar su proyecto, se ve obligado a vender su mina a un gigantesco consorcio internacional, la Wisther-Bozart. Empieza así los problemas que conllevan la penetración del capitalismo imperialista. Ante la necesidad de abundante agua para el trabajo de la mina, la compañía obliga a los comuneros que vendan sus tierras a precios irrisorios. Se inicia entonces un proceso de convulsión social que lleva a la movilización del campesinado liderado por Demetrio Rendón Willka, un comunero indígena que ha vivido y estudiado en Lima. Bajo sus órdenes estallan levantamientos que son reprimidos sangrientamente por las fuerzas gobiernistas, pero que son el anuncio de la rebelión final.

## Personajes

### Principales
- Don Andrés Aragón de Peralta es el viejo mencionado al inicio del relato. Es el jefe de la familia más poderosa de la villa de San Pedro de Lahuaymarca, región típicamente feudal de la serranía peruana. En su mejor momento, Andrés acapara muchas tierras desplazando a otros latifundistas o señores feudales, así como a los comuneros indios. Luego se vuelve alcohólico y su entorno familiar se disgrega: sus hijos se pelean entre ellos y su esposa también empieza a beber, decepcionada de su familia. Antes de suicidarse ingiriendo veneno, don Andrés maldice a sus dos hijos, Fermín y Bruno, a quienes acusa de apropiarse ilegítimamente de sus propiedades, y lega por testamento sus últimos bienes a los indios.[10]

- Don Fermín Aragón de Peralta es un insensible hombre de negocios, representante del capitalismo nacional. Ambicioso, aspira llevar el progreso económico a su provincia, para lo cual cree que es necesario romper con el orden tradicional. Cree que la modernización es necesaria para lograr un cambio en el Perú, pero con una dosis de nacionalismo.[11] Sin embargo, no puede competir con una trasnacional minera a quien vende su mina de plata; con el dinero obtenido incursiona en la industria pesquera, comprando fábricas de harina y conservas de pescado en el puerto de Supe; asimismo decide ampliar y modernizar su hacienda serrana de La Esperanza. Al final de la novela será herido de bala por su propio hermano, don Bruno.[3]

- Don Bruno Aragón de Peralta es el terrateniente de la hacienda La Providencia, donde tiene sus colonos o siervos indios. Es violento con sus trabajadores a quienes golpea y azota sin piedad, y abusa sexualmente de las mujeres, siendo esto último su deporte preferido. Ante la llegada de la modernización, defiende el mantenimiento del sistema feudal, pues cree que sólo este asegura que sus indios se sigan manteniendo «puros», lejos de la corrupción del dinero, posición que lo enfrenta con su hermano mayor, don Fermín. Es también un fanático religioso pues considera que la preservación de dicho sistema tradicional es un mandato divino que debe cumplir. A la mitad de la novela, y luego de conocer y embarazar a una mestiza llamada Vicenta, se produce un cambio en su conducta: se dedica a hacer el bien, distribuyendo sus tierras a los indígenas y ayudando a otros comuneros en sus luchas contra los gamonales. Termina como justiciero, ejecutando al malvado gamonal don Lucas e intentando asesinar a su hermano, lo que le acarreará la prisión.[3]

- Demetrio Rendón Willka es un indio o comunero libre de Lahuaymarca. Es un hombre sereno, sabio, paciente, lúcido, valiente, astuto, heroico y casto. Es representante de la nueva conciencia de los indios, aquella que pretende romper con la anticuada estructura social, pero preservando sus aspectos más positivos, como la comunidad social, a fin de contrarrestar los efectos nocivos de la inminente modernización. Representa pues, una opción de desarrollo en contraste con el proyecto de modernización de don Fermín y la defensa del viejo sistema feudal de don Bruno. Rendón Willka es el primer hijo de comuneros que llega a Lima, donde vive durante ocho años en barriadas, trabajando como barrendero, sirviente, obrero textil y de construcción. Aprende a leer en una escuela nocturna y pasa por la cárcel, donde tiene una toma de conciencia político-religiosa. Toda esa experiencia lo hace sentir un hombre renovado y regresa a su tierra decidido a encabezar la lucha por la liberación de los indios. Llega al pueblo poco después de la muerte de don Andrés y se pone al servicio de don Fermín como capataz de la mina. Luego don Bruno lo nombra administrador de su hacienda La Providencia. Encabeza finalmente el alzamiento de los indios y su fin es heroico pues muere fusilado por las fuerzas del orden.[12][13]

### Secundarios
- La kurku Gertrudis, una jorobadita enana que es violada por don Bruno, fruto de lo cual aborta un feto con cerdas.
- Vicenta, la mujer de don Bruno, de quien tiene un hijo llamado "Alberto".
- Matilde, la rubia esposa de don Fermín, una señora «linda y dulce».
- Nemesio Carhuamayo, primer mandón o capataz de los indios de la hacienda «La Providencia» de don Bruno.
- Policarpo Coello, segundo mandón o capataz de los indios «La Providencia».
- Adrián K’oto, primer cabecilla de los siervos indios de «La Providencia».
- Santos K’oyowasi, segundo cabecilla de los siervos indios de «La Providencia».
- Justo Pariona, indio perforador de la mina.
- Anto, criado de don Andrés. Su patrón le regala un terreno en La Esmeralda, donde eleva su casa. Cuando la compañía minera expropia el terreno, no quiere abandonar su propiedad y se vuela con dinamita junto con las máquinas aplanadoras de terreno.[14]
- Hernán Cabrejos Seminario, costeño piurano, ingeniero jefe de la mina de Apar’cora. Es un agente encubierto de la Wisther-Bozart. Cuando esta transnacional se adueña de la mina (que adopta el nombre de compañía minera Aparcora) es nombrado como su gerente. Muere asesinado a manos de Asunta de la Torre.
- Gregorio, mestizo, chofer del ingeniero Cabrejos y a la vez músico tocador de charango, que se enamora de Asunta de La Torre. Muere en una explosión que ocurre dentro de la mina.
- Perico Bellido, joven contador al servicio de don Fermín.
- Don Alberto Camargo, capitán de la mina de don Fermín.
- Felipe Maywa, alcalde varayok de la comunidad indígena de Lahuaymarca.
- El alcalde de San Pedro, Ricardo de La Torre.
- Asunta de La Torre, una joven de familia aristocrática del pueblo de San Pedro, hija del alcalde. Tiene unos 35 años de edad y una fisonomía española. Es pretendida por don Bruno, a quien rechaza. Simboliza la virtud y la pureza. Asesina al ingeniero Cabrejos, vengándose así del mal que este ocasionara al pueblo.[15]
- El subprefecto Llerena, mestizo, a sueldo de la compañía Wisther-Bozart.
- Don Adalberto Cisneros, «el cholo», indio, señor de Parquiña, es la encarnación del latifundista malvado, que tortura a sus peones y viola a las mujeres, sin distinción de edad. Arrebata las tierras de los indios comuneros de Paraybamba y rivaliza con don Bruno.[16]
- Don Aquiles Monteagudo Ganosa, joven de familia blanca, de hacendados, viaja por Europa y retorna para vender sus dos haciendas a don Adalberto.
- Don Lucas, es otro gamonal desalmado, que no paga jornales a sus trabajadores y mantiene a sus indios hambrientos y harapientos. Es asesinado por don Bruno.[17]
- El Zar, es el apodo del presidente de la compañía minera Aparcora. Es malvado y homosexual.[18]
- Palalo, fiel servidor y compañero íntimo de El Zar.[19]
- El ingeniero Velazco, otro empleado de la compañía minera Aparcora, que amenaza a los que no cumplen con su trabajo con enviarles al penal El Sexto de Lima, para que sean violados por veinte zambos.[16]
- Don Jorge Hidalgo Larrabure, ingeniero que renuncia de la compañía Aparcora pues no está de acuerdo con sus métodos.

## Resumen
La novela empieza con la aparición de don Andrés Aragón de Peralta, jefe de la familia más poderosa de la villa de San Pedro de Lahuaymarca, en la sierra del Perú. Don Andrés, ya viejo, se sube al campanario de la iglesia del pueblo y desde allí maldice a sus dos hijos, don Fermín y don Bruno, a quienes acusa de apropiarse de sus tierras; asimismo, anuncia su suicidio, dejando en herencia a los indios todos los bienes que aún conservaba. En efecto, se retira a su casa e ingiere veneno.
Los dos hijos de don Andrés, don Fermín y don Bruno, viven en perpetua discordia. Don Bruno es dueño de la hacienda La Providencia, donde viven varios centenares de indios como colonos o siervos. Es un católico tradicional y fanático, que se opone a que el progreso llegue a sus tierras pues cree que eso corromperá inevitablemente a sus indios, al inoculárseles el llamado veneno del lucro. Un rasgo característico de don Bruno es su ardor sexual desenfrenado que lo lleva a poseer y violar a muchas mujeres.
Por su parte, don Fermín es el propietario de la mina Aparcora, que trata de explotarla al margen de la voracidad de las empresas transnacionales. Don Fermín representa al capitalismo nacional y desea que el progreso y la modernidad lleguen a la región, oponiéndose así a su hermano. Pero para explorar la mina necesita como trabajadores a los indios de Bruno, quien acepta entregárselos, a condición de que lo deje vivir en paz en sus tierras.
Es entonces cuando entra en escena Rendón Willka, un «ex indio», es decir un nativo transculturado, que ha vivido varios años en Lima y que ha perdido parte de su herencia cultural, pero que ha conservado sus valores tradicionales más valiosos. Rendón Willka es contratado como capataz de la mina, pero tiene ya el soterrado propósito de encabezar la lucha por la liberación de sus hermanos de raza y cultura.
Don Fermín empieza a explorar la mina Aparcora en busca de la veta principal, para lo cual empieza a usar la mano de obra de unos 500 indios enviados por don Bruno. El sistema de trabajo que impone es el de la mita, es decir por turnos, pero los indios no reciben jornal y solo se les da alimentos. Para continuar su proyecto, don Fermín calcula que necesitará más suelos con agua, por lo que enfoca su interés en las tierras de su hermano y en las de los vecinos de San Pedro. Empieza por comprar tierras de algunos de estos vecinos.
Pero el consorcio internacional Wisther-Bozart, que ha puesto sus miras en la mina, infiltra en ella al ingeniero Cabrejos para que boicotee las labores y haga fracasar la exploración; de esa manera don Fermín se vería obligado a vender la mina al consorcio. Cabrejos logra su objetivo con la ayuda de un músico llamado Gregorio, quien se adentra en el interior de la mina y da aullidos simulando al Amaru, la serpiente mítica, a fin de asustar a los indios, algunos de los cuales efectivamente se espantan. Pero ocurre una explosión dentro de la mina y Gregorio muere despedazado.
Entretanto, don Bruno sufre una transformación milagrosa. Abandona la vida lujuriosa, uniéndose definitivamente a una mestiza, Vicenta, de quien espera un hijo. Redimido por el amor, Bruno visita a los comuneros de Paraybamba, a quienes les brinda su apoyo. Allí también promueve el castigo al cholo Adalberto Cisneros, un hacendado cruel y abusivo, que es azotado y paseado desnudo por las calles. Don Bruno se despide de Paraybamba aclamado por los indios, mientras que Cisneros jura vengarse.
Volviendo a la mina, al fin se encuentra la veta del metal argentífero y don Fermín viaja a Lima para tratar de formar una sociedad con capitales peruanos, ya que se había quedado descapitalizado. Sin embargo, la Whistert-Bozart tiene mucho poder e influencias y obliga a don Fermín a que le venda la mina. La empresa le reconoce un porcentaje de las acciones de la mina y le cancela los gastos iniciales de la exploración. Don Fermín decide invertir este dinero en la industria pesquera, adquiriendo fábricas de harina y conservas de pescado en Supe, de la que se encargará administrar su cuñado, mientras que él vuelve a San Pedro, dispuesto a ampliar y modernizar su hacienda La Esperanza.
Mientras tanto, la compañía minera necesita agua para represarlas en beneficio de la mina y a fin de ello consigue una orden judicial que obliga a los propietarios de San Pedro a vender sus tierras de labranza de la hacienda La Esmeralda. Los vecinos se niegan a hacerlo y deciden quemar su pueblo y marcharse a otro lugar. Son acogidos temporalmente por una de las comunidades indígenas. Mientras tanto, llegan las maquinarias pesadas de la compañía y cientos de indios como jornaleros. Empieza también a proliferar en la región los locales de vicios citadinos (bares y burdeles).
Don Bruno retorna a San Pedro y se apena sobre todo por la destrucción de la iglesia. También llega don Fermín, trayendo todo lo necesario para modernizar su hacienda La Esperanza y prometiendo que el pueblo volvería a renacer con su ayuda. Se anuncia también la llegada del hacendado Cisneros, quien quería vengarse de don Bruno, pero su plan es desbaratado.
La empresa minera, continuando con la expropiación de la hacienda La Esmeralda, comienza a aplanar la pampa con máquinas bulldozer. Pero uno de los residentes, de nombre Anto, se niega abandonar su propiedad y cuando una de las máquinas ya se acercaba a derrumbar su casa, se tira contra ella con varios cartuchos de dinamita en la mano, volando en pedazos con todo.
Don Bruno se culpa de todas esas desgracias por haber contribuido con la explotación minera, y decide purificar el mundo acabando con los responsables. Coge sus armas y se dirige a la hacienda de don Lucas, gamonal cruel y abusivo, a quien mata, ante el regocijo de los indios. Luego se dirige a la hacienda La Esperanza de su hermano don Fermín, a quien acusa de ser responsable de todas las desgracias del pueblo y le dispara, hiriéndole en las piernas. Pero de pronto, don Bruno se arrepiente de lo que ha hecho y se echa a llorar. Don Fermín es trasladado a Lima para ser atendido de sus heridas, mientras que don Bruno es encarcelado en la capital de la provincia.
Ante tal situación, Demetrio Rendón Willka se proclama administrador de la hacienda La Providencia. Los colonos trabajarían en adelante para ellos mismos, sin patrones. Esto significa una revolución, por lo que el gobierno envía a los guardias civiles a sofocar la revuelta que considera de inspiración comunista. Mientras algunos huyen, Demetrio se queda alentando a los indios a resistir. Los guardias irrumpen a sangre y fuego, capturan a Demetrio Rendón Willka y lo fusilan junto con otros indios. Pero Demetrio ha cumplido la misión de despertar la conciencia de sus hermanos de raza dejando abierto el camino para la liberación.

## Resumen por capítulos
La novela se divide en 14 capítulos numerados con dígitos romanos; no llevan título.

### Capítulo 1
Se inicia con la presencia del viejo don Andrés de Aragón y Peralta, quien anuncia su suicidio desde la torre de la Iglesia del pueblo de San Pedro de Lahuaymarca. Califica de ladrones a sus hijos, don Fermín y don Bruno, por apoderarse de sus tierras. Regresa a su casa y cumple su amenaza: se envenena y muere. Don Fermín y don Bruno se odian mutuamente; el primero tiene una mina llamada Aparcora, y el segundo es dueño de la hacienda La Providencia, que hace trabajar a indios siervos. Aparece también en escena Rendón Wilka, un indio comunero que ha vivido en Lima donde asimiló ideas nuevas.

### Capítulo 2
Don Fermín quiere explotar su mina y solicita a su hermano don Bruno que le conceda sus indios. Don Bruno acepta y llama al primer capataz, don Nemesio Carhuamayo, para que reúna a todos los indios. Demetrio Rendón Wilka empieza a trabajar como capataz de la mina de don Fermín, haciéndose su hombre de confianza. Se relata la vida de Demetrio, quien siendo un indio comunero de Lahuaymarca pasó a Lima, donde trabajó en diversos oficios, vivió en barriadas y aprendió a leer y escribir; intelectualmente asimiló las ideologías revolucionarias, aunque sin renunciar a su identidad andina.

### Capítulo 3
Hernán Cabrejos es el ingeniero jefe de la mina de Aparcora, pero actúa como agente encubierto del consorcio internacional Wisther-Bozart para boicotear las labores y obligar así a que don Fermín venda la mina a dicho consorcio. Cabrejos habla secretamente con Demetrio confiándole sus planes y pidiéndole que se sume a él, pero Rendón no acepta. Cabrejos es llevado por su chofer Gregorio al pueblo para que visite a la joven Asunta de La Torre a quien la describe como una aventurera, pero Cabrejos descubre que Asunta es virtuosa y se da cuenta de que Gregorio está enamorado de ella. Cabrejos promete a Gregorio ayudarlo a conquistar a la joven, pero a cambio le pide sumarse a sus planes para boicotear las labores de la mina. Gregorio acepta.

### Capítulo 4
Los quinientos indios de don Bruno empiezan a laborar en la mina de don Fermín, con el propósito de llegar a la veta principal. Don Bruno visita a su hermano don Fermín y a su cuñada Matilde; conversa también con Demetrio, a quien pide que cuide a sus indios. Mientras tanto, Gregorio, en conveniencia con Cabrejos, ingresa al fondo de la mina, desde donde hace ruidos simulando al Amaru o serpiente de la mitología andina; lo hace para ahuyentar a los trabajadores indios y de esa manera hacer fracasar las labores. Pero solo unos pocos se asustan; para desgracia de Gregorio, justo en ese momento explota una carga de dinamita dentro de la mina y muere despedazado. Sus restos son sepultados, mientras Demetrio sospecha del ingeniero Cabrejos como promotor de la muerte.

### Capítulo 5
Los vecinos del pueblo de San Pedro se reúnen en cabildo presididos por el alcalde; en esa reunión la señora Adelaida pide a los propietarios que no vendan más tierras a don Fermín, que las necesitaba para la explotación de su mina. Una de las participantes del cabildo, la joven Asunta de La Torre recibe un papelito donde alguien secretamente le informa que el ingeniero Cabrejos es responsable de la muerte del músico Gregorio. Mientras tanto, luego del entierro de Gregorio, Cabrejos acompaña a don Fermín y doña Matilde hasta la casa patronal; allí don Fermín interroga a Cabrejos y le pide que confiese que envió a Gregorio a la mina para simular al Amaru; le pregunta también bajo qué intereses actuaba. Cabrejos se muestra burlón y evasivo, y entonces don Fermín llama a Demetrio, quien informa todo lo que sabe. Cabrejos admite finalmente estar al servicio de un consorcio internacional, la Whistert-Bozart, y le informa a don Fermín que dicho consorcio compraría el 80 % de la mina dejándolo solo el resto; que ya todo estaba planificado, pues don Fermín no llegaría a reunir jamás el dinero necesario para explotar la mina industrialmente. Don Fermín no acepta su situación y cree poder reunir el dinero necesario. Por intermedio de Demetrio, don Bruno se entera de todo lo sucedido en la mina.

### Capítulo 6
Don Bruno recibe la visita de tres hacendados: don Adalberto Cisneros, de origen indio; don Aquiles Monteagudo y Ganosa, blanco pero de familia empobrecida; y don Lucas, abusivo propietario que tenía a sus indios hambrientos y famélicos. Estos patrones reclaman a Bruno el haber comerciado con los colonos indios de sus haciendas. Don Bruno les responde diciéndoles que cada señor es libre de hacer lo que quiera y que no haría nada para variar la situación. Los visitantes se sienten ofendidos ante tal respuesta y amenazan desatar una guerra de hacendados; entonces don Bruno los expulsa de su hacienda. Dichos hacendados estaban al tanto de la situación de los hermanos Aragón y confían en que don Bruno sucumba absorbido por la voracidad del consorcio que explotaría la mina. En otra escena aparece la Vicenta, una mestiza amante de don Bruno que espera un hijo suyo; pero otra amante del patrón, Felisa, llena de celos ataca a Vicenta con un cuchillo, ante lo cual don Bruno la dispara, matándola. A partir de entonces don Bruno cambiará, dejando de lado su vida disipada y procurando ayudar a los indios.

### Capítulo 7
Fallece la madre de los hermanos Aragón y ningún vecino de San Pedro asiste a los funerales; solo lo hace la señorita Asunta de La Torre. Los indios, encabezados por Demetrio, entierran a la señora. Un antiguo empleado de los Aragón, el indio Anto, ocupa un terreno que le cediera el viejo don Andrés; don Fermín le ofrece cambiarlo por otro terreno, a lo que se opone tenazmente Anto, a pesar de ser amenazado con una pistola; finalmente don Fermín, maliciosamente, felicita a Anto por su valentía y le regala dos vacas. El mismo Fermín le regala a Asunta un brillante; todo lo hace para ganarse aliados en su lucha contra el consorcio. En el trayecto de vuelta a su casa, don Fermín le expone a Matilde la situación en la mina y dice saber quienes son sus amigos y enemigos.

### Capítulo 8
El ingeniero Cabrejos es despedido de la mina, pero promete volver con el consorcio. Don Fermín se entera de que el cholo Cisneros ha adquirido la hacienda de don Aquiles y le propone hacerlo socio de la mina con un 40 % de acciones a cambio de un aporte de diez millones de soles, pero Cisneros se niega a participar de ese negocio. Mientras tanto, don Bruno visita a los comuneros de Paraybamba, que se hallaban empobrecidos por culpa de la ambición desmedida del hacendado Cisneros; don Bruno les ayuda a elegir sus autoridades y es testigo de la humillación pública que recibe dicho hacendado, que es azotado y paseado desnudo, y su mula volada con dinamita. Cisneros se va, amenazando volver para vengarse. Don Bruno regresa a su hacienda siendo aclamado por los indios de Paraybamba.

### Capítulo 9
Al fin se encuentra la veta principal en la mina y don Fermín viaja a Lima para tratar de formar una sociedad con capitales peruanos, ya que se había quedado descapitalizado. Se aloja en el hotel Crillón y su esposa le pide radicar definitivamente en Lima, a lo que accede, adquiriendo para ella una magnífica propiedad. Mientras tanto, en Paraybamba, el incidente con Cisneros origina que el alcalde y los regidores de dicho pueblo sean arrestados, y que el mismo don Bruno sea denunciado por Cisneros. Don Bruno marcha a la capital de la provincia, pero antes, ante el riesgo de ser arrestado, nombra como su albacea a Demetrio para que proteja a su mujer Vicenta, su pequeño hijo y administre su hacienda. Pero don Bruno, ya ante las autoridades y frente a Cisneros que lo acusa, se defiende y no es arrestado. Cisneros se marcha jurando vengarse. Al mismo tiempo, en la plaza principal de Paraybamba se producen incidentes sangrientos entre la policía y los pobladores.

### Capítulo 10
El consorcio internacional Whistert-Bozart tiene mucho poder e influencias y logra finalmente que don Fermín le venda la mina. El directorio de la Wisthert nombra a Cabrejos como gerente de la mina, con un excelente sueldo. Don Fermín terminar por ceder pues no puede competir con la gigantesca empresa transnacional. Esta le reconoce un porcentaje de las acciones de la mina y le cancela los gastos iniciales de la exploración. Don Fermín decide invertir ese dinero en la industria pesquera, adquiriendo fábricas de harina y conservas de pescado en Supe, de la que se encargará administrar su cuñado, mientras que él vuelve a San Pedro, dispuesto a ampliar y modernizar su hacienda «La Esperanza».

### Capítulo 11
La compañía minera, que adopta el nombre de Aparcora, ante la necesidad de agua para el trabajo de la mina consigue una orden judicial que obliga a los propietarios de San Pedro a vender sus tierras de la hacienda «La Esmeralda» a precio irrisorio. Los vecinos se niegan a hacerlo, y en cabildo acuerdan defender su propiedad. El alcalde emprende viaje para entrevistarse con el subprefecto, a fin de saber la verdad, pero en el camino se encuentra con el mismo subprefecto, que encabeza con el juez la comitiva de policías que se dirigía a cumplir la orden de desalojo. Entretanto, la señorita Asunta visita al ingeniero Cabrejos y le dispara tres tiros con un revólver, matándolo, como venganza por vender su pueblo a la mina y por causar la muerte a Gregorio, un ser inocente. Asunta es apresada y trasladada a Lima. Un nuevo cabildo de vecinos de San Pedro decide abandonar el pueblo, pero no sin antes dejarla presa del fuego, comenzando por la iglesia. Mientras tanto llegan las maquinarias pesadas de la compañía y unos 1500 indios como jornaleros. Los representantes indígenas que reclaman un aumento de sueldo son enviados presos a la capital de provincia, acusados de comunistas. Los bares y las casas de prostitución amplían su negocio.

### Capítulo 12
Don Bruno, de vuelta en San Pedro, encuentra destruida la iglesia. Ordena a Demetrio que toque las campanas. Se reúnen la señora Adelaida, el alcalde La Torre, los alcaldes indígena y los regidores, quienes acuerdan reconstruir la iglesia. También llega don Fermín, trayendo todo lo necesario para modernizar su hacienda «La Esperanza» (ganado importado, semillas, etc.) y promete igualmente ayudar con el renacimiento del pueblo. Se anuncia también la llegada del hacendado Cisneros, quien quiere vengarse de don Bruno, para lo cual se entrevista con el subprefecto. Este se ofrece para matar a don Bruno a cambio de dinero, pero en ese momento llega una orden de Lima ordenando el arresto del subprefecto, por lo que el plan se desbarata. Entretanto, el ingeniero Jorge Hidalgo, que no está de acuerdo con los manejos de la compañía minera, decide renunciar a esta y emplearse con don Fermín.

### Capítulo 13
Los diarios de Lima informan sobre el incendio de la iglesia del pueblo de San Pedro de Lahuaymarca, hecha por manos «ateas comunistas» así como el asesinato del ingeniero Cabrejos a manos de una «criminal fría y desalmada». La empresa minera, continuando con la expropiación de los terrenos de «La Esperanza», aplana la pampa con máquinas bulldozer. Pero uno de los residentes de esa zona, el indio Anto, se niega a abandonar su propiedad y se vuela con dinamita junto con las máquinas que ya tumbaban su casa. Don Bruno se culpa de todas esas desgracias y decide purificar el mundo acabando con los responsables. Encomienda a su hijo y a su mujer Vicenta a Demetrio Rendón Willka; luego coge sus armas y parte acompañado de un indio. Se dirige a la hacienda de don Lucas, el gamonal cruel y abusivo, a quien mata ante el regocijo de los indios; luego se dirige a la hacienda «La Esperanza» de su hermano don Fermín, a quien encuentra conversando con el ingeniero Hidalgo. Don Bruno acusa a su hermano de ser responsable de todas las desgracias del pueblo y le apunta con su revólver; al verse amenazado, don Fermín corre pero recibe disparos en las piernas. Al ver lo que ha hecho, don Bruno se derrumba y llora, pidiendo al ingeniero Hidalgo que lo lleve a la cárcel.

### Capítulo 14
Don Fermín es operado en la mina, extrayéndosele tres balas, y luego es trasladado a Lima en avión, donde se recupera. Mientras que don Bruno es encarcelado en la capital de la provincia. En la hacienda de La Providencia, Demetrio Rendón Willka se entera de la prisión de don Bruno y la probable muerte de don Fermín; entonces, con la aprobación de Vicenta, la mujer de don Bruno, se proclama administrador de la hacienda, albacea guardador y protector del niño Alberto, el hijo del patrón. En adelante los colonos indios trabajarían para ellos mismos, sin patrones, lo que significaba ya una revolución. El gobierno envía entonces a los guardias civiles a sofocar la revuelta. Vicenta y su hijo se esconden en la comunidad de Lahuaymarca. Mientras que Demetrio se queda alentando a los indios a resistir. Los guardias irrumpen e inician una despiadada cacería. Demetrio es fusilado junto con otros indios. Pero este episodio luctuoso solo es el inicio del camino de la liberación.

## Análisis temático
La novela expone el peligro de la penetración imperialista, pero principalmente, el problema de la modernización de la cultura andina, que se expresa en la lucha entre la tradición y la modernidad.
La gran pregunta es si se puede lograr un desarrollo genuinamente nacional una vez destruido el viejo orden feudal.  Las alternativas son: el proyecto de penetración imperialista, representada por las grandes empresas trasnacionales; un capitalismo nacional, que plantea don Fermín para llevar el progreso a los pueblos andinos; y un regreso al orden feudal, imaginado por don Bruno, para salvaguardar los valores morales. Para el autor, todas estas opciones son
válidas.
Arguedas apuesta por la alternativa representada por el comunero Rendón Willka, que podría resumirse en su sentido colectivista (en el plano social), en su adhesión a los valores quechuas (en el plano cultural), y en una cauta modernización (en uno y otro nivel). Pero este proyecto, según observa Antonio Cornejo Polar, tendría sus limitaciones: es cerradamente campesino-serrano y no admite al proletariado; y cuestiona a los partidos políticos. Es un proyecto más cultural que social (aunque resalte el colectivismo de la comunidad indígena) y más ético que político.
De todas maneras, la novela nos hace reflexionar sobre múltiples aspectos de la realidad peruana, así como convierte a la problemática indígena en problemática nacional y a esta en categoría universal.

## Polémica en torno a la obra
En 1965 el Instituto de Estudios Peruanos organizó una serie de mesas redondas para discutir la relación entre literatura y sociología. La segunda de esas mesas, realizada el día 23 de junio, se dedicó a la discusión de la novela Todas las sangres, con la participación del mismo Arguedas. Este evento fue sumamente importante ya que significó la incorporación de la narrativa de Arguedas a la discusión de la literatura de su tiempo.
La mesa redonda estuvo conformada por intelectuales de izquierda. Todos, unos de manera cautelosa y otros de manera abierta, criticaron la obra porque habría en ella una versión distorsionada de la sociedad peruana. Comenzando con la descripción de una estructura de castas que había desaparecido ya hacía tiempo en el conjunto de la sierra peruana, así como una visión caricatural y rudimentaria de los mecanismos sociales. Estas críticas fueron devastadoras para Arguedas, quien aquella misma noche escribió, según Vargas Llosa, estas líneas desgarradoras:

… casi demostrado por dos sabios sociólogos y un economista, […], que mi libro Todas las sangres es negativo para el país, no tengo nada que hacer ya en este mundo. Mis fuerzas han declinado creo que irremediablemente.

## Crítica vargasllosiana
Según Vargas Llosa, las críticas que se hicieron a la obra durante la mesa redonda del 23 de junio de 1965 serían válidas solo desde un punto de vista sociológico. Considera que lo más pertinente es analizar a la novela tal como lo que es, es decir, una ficción literaria. En ese aspecto, considera que también sería una obra fallida, al carecer de un poder de persuasión interno, pues, según su criterio, la descripción que hace de la sociedad peruana sería «profundamente falsa e inconvincente». Es decir, carecería de la principal cualidad que debe tener toda ficción literaria: convencer al lector.
Vargas Llosa enfatiza en el supuesto maniqueísmo de los personajes: unos son malos y solo hacen el mal (el terrateniente, el capitalista extranjero), y otros buenos y que producen exclusivamente el bien (el líder comunero, el campesino indígena). No hay matices ni contrastes. Ya antes, Luis Alberto Sánchez había señalado lo mismo, criticando a Arguedas por su «impresionante simplismo». Vargas Llosa también critica las «conversiones milagrosas» de algunos personajes, como el caso de don Bruno, que de ser un malvado terrateniente, violento y violador, cambia de improviso y se dedica a ayudar a los comuneros, enfrentando a otro hacendado abusivo, e incluso a su propio hermano.
Sin embargo, no falta también quienes consideren que estas interpretaciones son más bien las que pecan de simplistas, pues un atento estudio de los personajes de la novela lo desmentiría radicalmente, aparte que una obra de la importancia de Todas las sangres ameritaría un estudio que debería ir más allá del plano estrictamente literario.

## Adaptación cinematográfica
La adaptación cinematográfica de la novela fue dirigida por Michel Gómez y producida por Julio Vizcarra en 1987. En el elenco de actores de la película figuran Ricardo Tosso, Rafael Delucchi, Pilar Brescia, Andrés Alencastre, Oswaldo Sivirichi y Juan Manuel Ochoa.

## Reedición de 2014
Al comemorarse en 2014 los 50 años de su publicación, el Ministerio de Cultura del Perú auspició su reedición, junto con un libro de ensayos titulado: Todas las sangres: cincuenta años después, editada por Carmen María Pinilla, especialista en la vida y obra de Arguedas. Este último libro recoge estudios de diversos autores como Mario Vargas Llosa, Aníbal Quijano, Gonzalo Portocarrero, Martín Lienhard y Stefano Varese.

## Mensaje
La gran propuesta arguediana que se trasluce en esta novela es la siguiente: la cultura andina debe subsistir, conjuntamente con otra forma de modernización que pueda asimilar. Arguedas usaba el término de «aculturado» para referirse a aquellos que perdían su cultura originaria que era suplantada por otra foránea; consideraba que ambas vertientes podían convivir sin necesidad que una prescinda de la otra.
También considera que el pensamiento armónico con la naturaleza, que algunos equivocadamente llaman «arcaico» o «mítico», es válido, potencialmente, para desarrollar una mentalidad revolucionaria que proyecte un futuro de bienestar y libertad. El ideal de nación es el de un Perú multivariado, con diversidad multicultural y plurilingüe.
Al respecto, diversos analistas sociológicos coinciden en que, hasta el momento, no existe una nación peruana ni un proyecto nacional; puede decirse que hay varios núcleos nacionales, pero no ubicables geográficamente. En el submundo intelectual del Perú, ligado al poder político, hay una cosmovisión occidental subsidiaria, fuertemente refutada y contrahecha por la realidad social histórica actual.